# Ogólnopolska Koalicja Obywatelska
Ogólnopolska Koalicja Obywatelska (OKO) – ugrupowanie polityczne o charakterze centrowym, utworzone w 2005 w wyniku przekształcenia się założonego w listopadzie 2003 Ogólnopolskiego Komitetu Obywatelskiego „OKO”. 

## Historia
Ugrupowanie zostało założone przez Wojciecha Kornowskiego, lidera partii Polska Unia Gospodarcza. W wyborach do Parlamentu Europejskiego w 2004 Ogólnopolski Komitet Obywatelski „OKO” otrzymał 0,58% głosów, zajmując spośród wszystkich komitetów 14. miejsce. W trzech okręgach z list komitetu startowali członkowie PUG, a w okręgu kujawsko-pomorskim działacze Stronnictwa Pracy (z 1. miejsca startował Stefan Pastuszewski). Na listach „OKO” znalazło się także po jednym członku PSL i PLD.
W 2005 nastąpiło przekształcenie Ogólnopolskiego Komitetu Obywatelskiego „OKO” w Ogólnopolską Koalicję Obywatelską, którą współtworzyło ponad 140 organizacji-społeczno politycznych, popierających kandydaturę Stanisława (Stana) Tymińskiego w wyborach prezydenckich w tym samym roku – OKO podjęła z nim współpracę. OKO wystartowała wówczas także w wyborach parlamentarnych, w wyborach do Sejmu uzyskując 0,14% głosów i zajmując w skali kraju 16. miejsce. Z list koalicji startowała Krajowa Partia Emerytów i Rencistów, grupa działaczy Stronnictwa Pracy (głównie w okręgu zielonogórskim, gdzie stanowili niemal całą listę; ponadto dwoje członków tej partii startowało w okręgu bydgoskim), reprezentanci Centrolewicy RP (w okręgu gdańskim), a także pojedynczy członkowie Samoobrony Narodu Polskiego, PSL, DPL i Samoobrony RP (ponadto partiami współtworzącymi koalicję były Stronnictwo Narodowe „Patria” oraz Polskie Forum Osób Niepełnosprawnych i Specjalnej Troski). Kandydat OKO na prezydenta Stanisław Tymiński otrzymał 0,16% głosów, zajmując 9. miejsce spośród 12 kandydatów.
Po wyborach z 2005 działalność koalicji zamarła. Lider ugrupowania Wojciech Kornowski po rozwiązaniu PUG został działaczem KPEiR, a w 2012, podobnie jak inni liderzy OKO, współtworzył Partię Emerytów Rencistów Rzeczypospolitej Polskiej, której także został przewodniczącym. Po jej wyrejestrowaniu w 2017, w 2018 założył kolejną partię Akcja Zawiedzionych Emerytów Rencistów (od 2022 Zjednoczeni Ponad Podziałami), również obejmując w niej przewodnictwo.

## Władze OKO
Przewodniczący Zarządu Krajowego:
- Wojciech Kornowski

Wiceprzewodniczący ds. organizacyjnych:
- Tadeusz Bartold

Sekretarz generalny:
- Arkadiusz Batóg

## Organizacje członkowskie
W skład Ogólnopolskiej Koalicji Obywatelskiej weszło ponad 140 organizacji społecznych i zawodowych, spośród których mającymi największy w niej udział były: Ogólnopolski Komitet Obywatelski, Forum Patriotyczne, Unia Chrześcijańsko-Demokratyczna, Polska Unia Gospodarcza, Stronnictwo Narodowe „Patria”, Ogólnopolski Ruch Zielonych, Stowarzyszenie Przemysłowców Polskich, Związek Rzemiosła Polskiego, Stowarzyszenie Inżynierów i Techników Mechaników Polskich, Stowarzyszenie „Katowicki Klub Gospodarczy”, Naczelna Rada Zrzeszeń Transportu, Stowarzyszenie Transportu Prywatnego, Stowarzyszenie Polskich Producentów Maszyn i Urządzeń dla Rolnictwa, Forum Biznesu, Polsko-Chińska Izba Gospodarcza, Polska Izba Garbarzy, Przetwórców Skóry i Handlu, Ogólnopolski Komitet Ochrony Kupców – Pracodawców, Stowarzyszenie Gospodarcze, Stowarzyszenie Współpracy Polsko-Wschodniej, Stowarzyszenie Mediów Polskich, Business Promotion, Związek Zawodowy Rolników „Ojczyzna”, Stowarzyszenie „Konstruktorska” Pracowników Przemysłu Elektromaszynowego, Stowarzyszenie Eksporterów, Stowarzyszenie Zielonych Rzeczypospolitej Polskiej, Polskie Forum Osób Niepełnosprawnych i Specjalnej Troski, Ogólnopolskie Porozumienie Organizacji Bezrobotnych, Komitet Obrony Bezrobotnych „Murof”, Stowarzyszenie Ekologiczne Polski Północno-Zachodniej, Stowarzyszenie Pomocy Dzieciom Wiejskim, Kółko Rolnicze w Ochraniewie, Lubuska Federacja Organizacji Bezrobotnych, Stowarzyszenie „Obywatele dla Rzeczypospolitej”, Stowarzyszenie Tłumaczy Polskich, Krajowe Forum Republikańskie, Fundacja „Życzliwy Przedsiębiorca”, Fundacja Osób Niepełnosprawnych, Stowarzyszenie na Rzecz Dzieci i Młodzieży „Polonia”, Związek Artystów Rzeźbiarzy, Stowarzyszenie „Lepsza Przyszłość”, Obywatelska Inicjatywa Uwłaszczeniowa, Fundacja „Pro-Veritate”, Dobrzańsko-Kujawskie Towarzystwo, Fundacja „Polonia”, Polskie Drużyny Strzeleckie, Stowarzyszenie Żołnierzy Nadwiślańczyków, Stowarzyszenie Kombatantów Misji Pokojowych Organizacji Narodów Zjednoczonych, Związek Polskich Spadochroniarzy, Stowarzyszenie „Nasze Bezpieczeństwo”, Forum Polskie, Krajowe Porozumienie Samorządowe „Ojczyzna” oraz Polski Związek Emerytów, Rencistów i Inwalidów.